# Бронино (Тверская область)
Бро́нино — деревня в Лихославльском районе Тверской области России, входит в состав Микшинского сельского поселения.
Расположена на 18 км автодороги Лихославль — Толмачи, в 5 км до центра сельского поселения Микшино. Песчано-гравийные дороги соединяют её с деревнями Гришкино, Прядчиха, Старчиха, Пиногощи, Костюшино.
Деревня основана во второй половине XVII века, когда дворцовые земли заселялись корелянами — переселенцами из районов, отошедших к Шведскому государству после Смутного времени.
Крепостное право, на сколько это возможно, не затронуло Бронино, и на протяжении своего существования в этот период деревня сохраняла свой удельный статус.
Учитывая пограничное расположение деревни между различными административными единицами, в разных годах XVIII—XIX века она принадлежала к Бельской, Золотинской, Горицкой, Дорской и Кузовинской волости. Кроме того, деревня в этот период сначала относилась к Новгородской губернии, а позже к Тверской.

## Этимология
Существует несколько вариантов происхождения названия деревни Бронино.
1. Учитывая преобладание карельского населения на момент образования текущего поселения, филологи склоняются к версии с карельскими корнями названия деревни. Так, слово bron’i у ряда карельских народов (Муезерский район) означает «ворона»[2].
2. Если взять во внимание возможность славянского происхождения названия, исходящее не от местного населения, а от владельцев земель, предоставивших их для заселения карелам, то в картотеке Словаря белозерских говоров обнаруживается слово bronь, которое трактуется как «верхняя часть снопа»[3].

Выше представлены основные этимологические варианты происхождения названия деревни, подкрепленные филологическими исследованиями, тогда как существует множество других легенд, передающихся из уст в уста местными жителями.

## Физико-географическая характеристика
Грунтовые воды залегают на незначительной глубине. В деревне находится пруд, используемый для рыбного хозяйства. В окрестных болотистых лесах свой исток берёт ручей Макишинский и Чёрный, оба ручья являются притоками реки Тресны. Источник питьевой воды — колодец.
Преобладают суглинистые почвы. Деревенские поля засевались рожью, овсом и ячменем. В деревне сохранился плодово-ягодный сад. На приусадебных участках наилучший рост показывают: картофель, лук, морковь, свекла, капуста, чеснок, репа и тыква.

## История
XII век — деревня входила в состав Новгородских земель, снабжала новгородских купцов сельскохозяйственными продуктами и товарами народного промысла.
XIII—XIV век — поселение неоднократно подвергалось набегам татаро-монголов, литовцев, поляков. Долгое время территория была объектом соперничества между Москвой, Новгородом и Тверью.
XV век — земли деревни отошли Московскому княжеству и получили дворцовый статус.
XVI век — организация починка для выращивания ржи, овса и ячменя для нужд царского двора.
XVII век — поселение опустело из-за бремени войны с литовцами, поляками, голода 1600—1602 гг., заключительный удар нанесла чума в 1644—1654 гг. Только во второй половине XVII века пустошь, по решению царя Алексея Михайловича Романова, стала заселяться карелами из Приладожья.
1658 год — основание удельной деревни Бронино.
XVIII век — в деревне начали появляться мещане, налаживается торговля с купцами ближайших сёл.
По сведениям 1859 года, Бронино — удельная и казённая деревня 1-го стана Новоторжского уезда Тверской губернии по левую сторону Бежецкого тракта от Торжка к Бежецку, в 49 верстах от уездного города и 17 верстах от становой квартиры, с 25 дворами, часовней и 155 жителями (70 мужчин, 85 женщин).
XIX век — запуск Николаевской железной дороги открыл новые пути сбыта продукции, существенно повысился уровень жизни селян, начали строиться каменные церкви и кирпичные дома. В Бронино начала работу часовня Святого мученика Власия и святителя Модеста. Население деревни Бронино превысило отметку в 200 жителей. Крестьяне держали 52 лошади, 11 жеребят, 62 коровы и быка, 41 нетель и бычка, 37 телят и 61 овцу.
1931 год — появился первый колхоз в деревне «Трудовое Бронино».
1937—1939 гг. — деревня входила в Карельский национальный округ.
1997 год — по данным на 1 января 1997 г., в деревне осталось 26 хозяйств с 63 жителями.

## Население
| 1859 | 1884 | 1901 | 1989 | 2002 | 2010 |
| ---- | ---- | ---- | ---- | ---- | ---- |
| 155  | ↗175 | ↗232 | ↘62  | ↘40  | ↘29  |

По данным всероссийской переписи населения 2002 года, в деревне проживало 40 человек (15 мужчин, 25 женщин), русские составляли 57 % населения, карелы — 35 %.

## Экономика
Жители деревни принимают активное участие в различных региональных культурных мероприятиях, представляя на них продукты собственного производства и промысла.
Местные жители занимаются скотоводством (овцы и козы), птицеводством, имеют свои пасеки, производят молочные продукты, в том числе известный в регионе козий сыр из Бронино.

## Достопримечательности
- Советская фото-зона «Агитпункт».
- Дом бронинских ворон.
- Бронино подворье.

Местные жители проводят экскурсии по окрестностям деревни, знакомя с укладом жизни тверских карел и достопримечательностями культурного наследия различных исторических эпох.

## Религия
В деревне, на месте остова часовни Святого мученика Власия и святителя Модеста, установлен памятный крест.
Местные жители исповедуют православие и язычество.